# Drain (Oregon)
Drain è una città degli Stati Uniti d'America situata nell'Oregon, nella Contea di Douglas.